# Емпанада

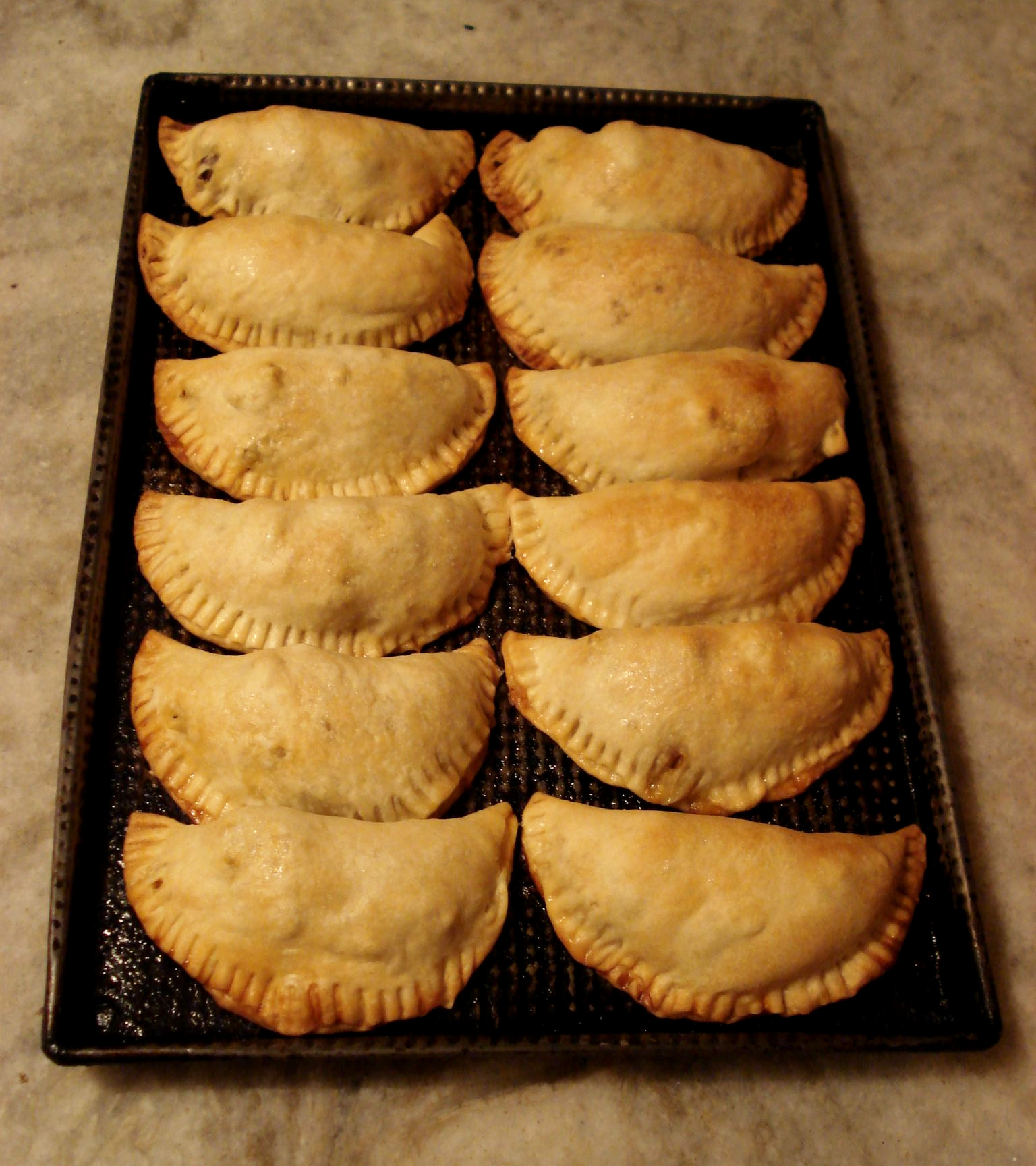
Емпанадас

Емпана́да (ісп. Empanada — пиріжок з начинкою) — страва в іспанській, інших південноєвропейських, латиноамериканських та іберійських культурах по всьому світу. Зазвичай готується з пшеничного борошна та яловичого жиру. Походження емпанади невідоме, але вважається, що вони походять з Галісії, регіону на північному заході Іспанії. У кулінарній книзі, опублікованій каталонською мовою в 1520 році, «Llibre del Coch» Роберта де Нола, згадуються емпанади, наповнені морепродуктами, у рецептах каталонської, італійської, французької та арабської страв.
У кожної провінції Аргентини є свій рецепт обсмажених в олії емпанад. На північному заході Аргентини емпанади начиняються картоплею, іноді горохом, у винних провінціях кухарі додають родзинки. У Ла-Ріосі — маслини. У Тукумані — вони маленькі й іноді начинені м'ясом курчати і великою кількістю овочів. У Катамарці емпанадас пряні, у Кордові — більш солодкі і великі. У Сан-Хуані в них додають велику кількість приправ, а в Мендосі — більше цибулі, аніж м'яса. У Патагонії начинка для емпанад готується з м'яса ягняти, креветок чи заячини, у Коррієнтесі і Сантьяго-дель-Естеро вони іноді начиняються м'ясом віскаші. На північному сході країни пшеничне борошно іноді змішується з борошном маніоки.
В Аргентині їдять також емпанади з жовтим сиром і шинкою, зі шпинатом і грудкою, або з курятиною. Трапляються емпанади із солодким фаршем, але тоді вони називаються пастель або пастеліто. Емпанади їдять руками, запиваючи сухим червоним аргентинським вином.